# Senaat (Egypte)
De Senaat (Arabisch: مجلس الشيوخ, Majlis Al-sjoejoech) is het hogerhuis van het parlement van Egypte en bestaat uit 300 leden die worden gekozen voor een periode van vijf jaar. 10% van de senatoren dient vrouw te zijn. Voor Koptische christenen, die de grootste religieuze minderheid vormen in het land, zijn een voorgeschreven aantal zetels gereserveerd.
- 100 afgevaardigden worden gekozen middels het stelsel van evenredige vertegenwoordiging;
- 100 afgevaardigden worden gekozen middels het meerderheidsstelsel;
- 100 afgevaardigden worden door de president benoemd.

Van 1923 tot 1956 kende Egypte ook een Senaat. Deze werd na de Revolutie van de Vrije Officieren (1952) aanvankelijk buitenwerking gesteld, maar in 1956 afgeschaft. Voortaan kende Egypte een eenkamerparlement. President Anwar al-Sadat stelde in 1980 echter weer een hogerhuis in, de Sjoera Raad (مجلس الشورى). De nieuwe grondwet van 2014 voorzag in een eenkamerparlement, maar een grondwettelijk referendum in 2019 riep een Senaat in het leven als hogerhuis naast het Huis van Afgevaardigden, het lagerhuis. De eerste verkiezingen voor de Senaat vonden plaats in 2020.
De Partij voor de Toekomst van de Natie vormt met 149 zetels de grootste fractie in de Senaat. Voorzitter van de Senaat is Abdel-Wahab Abdel-Razeq.

## Zetelverdeling

Zetelverdeling na de verkiezingen van 2020

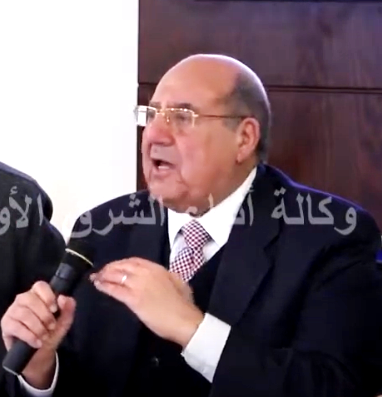
Voorzitter van de Senaat, Abdel-Wahab Abdel-Razeq